# Amerikansk liberalism
Amerikansk liberalism är i modern tid en politisk ideologi i USA som är bildad på progressiva ideal som Theodore Roosevelts nynationalism, Woodrow Wilsons "Den nya friheten", Franklin D. Roosevelts New Deal, John F. Kennedys New Frontier och Lyndon Johnsons Great Society. Amerikansk liberalism är en form av socialliberalism, och har rättvisa och blandekonomi som sina största ideal.
Bland viktiga frågor för amerikanska liberaler finns antirasism, aborträttigheter, HBT-rättigheter, allmän offentlig utbildning, allmän hälsovård, fackföreningars rättigheter och miljöfrågor.
På höger–vänster-skalan ligger amerikansk liberalism på center-vänster, och i jämförelse med europeisk liberalism hör den närmare till socialdemokrati.
Bland förespråkare för amerikansk liberalism finns John Dewey, Reinhold Niebuhr och John Maynard Keynes.
Amerikansk liberalism brukas associeras med Demokratiska partiet.

## Översikt
Den amerikanska moderna liberala filosofin stöder starkt de offentliga utgifterna på program som utbildning, sjukvård och välfärd. Viktiga sociala frågor under den första delen av 2000-talet omfattar ekonomisk ojämlikhet (rikedom och inkomst), rösträttigheter för minoriteter, kvotering, reproduktiva och andra kvinnors rättigheter, stöd för HBT-rättigheter och invandringsreform.
Amerikanska liberaler motsätter sig konservativa på de flesta frågor, men inte alla. Modern liberalism är historiskt relaterad till socialliberalism och progressivism, även om det nuvarande förhållandet mellan liberala och progressiva synpunkter diskuteras.